# Flesseman

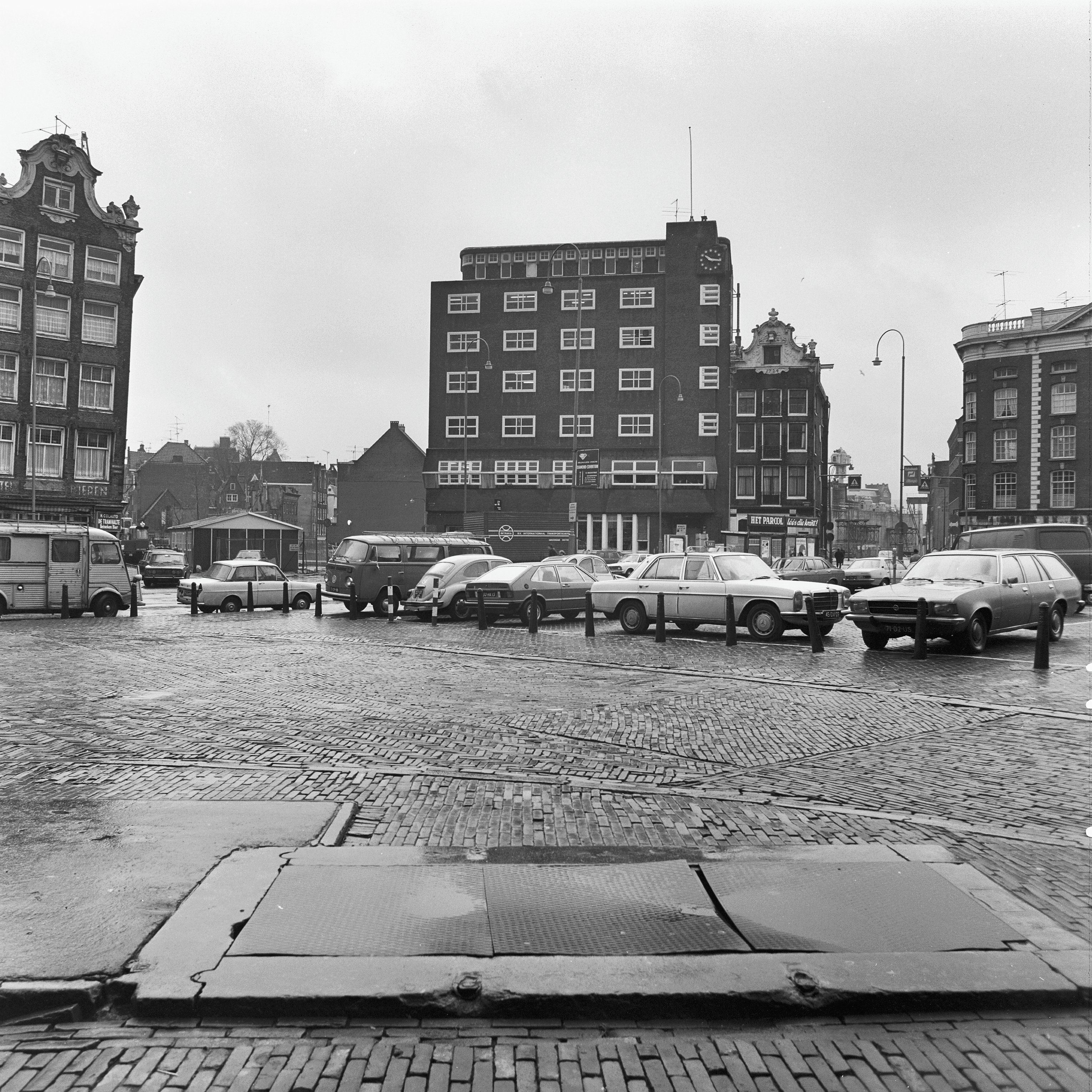
Flesseman in 1976

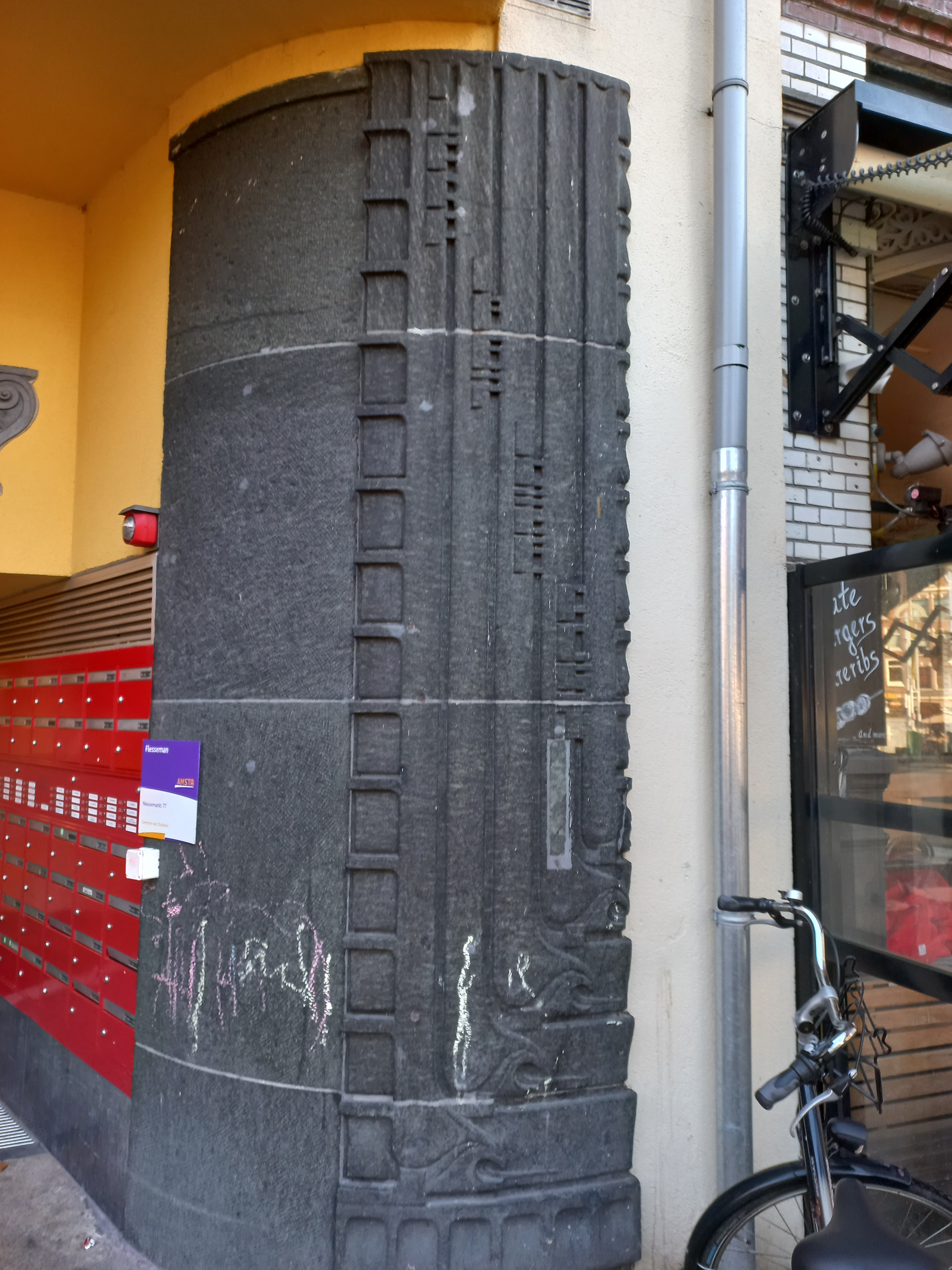
Aanduidingen in typografie Amsterdamse School bij het portiek (november 2023)

(De) Flesseman, hoofdgebouw Nieuwmarkt 75-249 te Amsterdam, is een gebouw aan de Nieuwmarkt Amsterdam. Het gebouw is vernoemd naar handelaar Isaac Levie Flesseman.

## Geschiedenis
De Nieuwmarkt is een eeuwenoud plein in het centrum van die stad. Bouwen, slopen, herbouwen, slopen en herbouwen hebben in de loop der eeuwen de gevelwand eigenlijk continu veranderd. Volgens een foto in het Algemeen Handelsblad uit februari 1925 stonden op de huisnummers 19 en 21 twee karakteristieke 17e eeuwse gebouwen met mooie gevels (inclusief gevelstenen) binnen stadsschoon. Op nummer 19 woonde al veel eerder enige tijd schilder Bartholomeus van der Helst. De fotoreportage, waarop toch enigszins twee verzakte gebouwen staan, werd gemaakt in verband met het idee van de Firma Flesseman, gevestigd op nummer 23 de gehele gevelwand op nummer 25 na te slopen en te vervangen door nieuwbouw. Twee maanden later verscheen in hetzelfde blad de bekendmaking dat "NV I.L.Flesseman’s engros- en confectiebedrijven" te Rotterdam opdracht had gegeven voor sloop en nieuwbouw. In augustus 1926 was de bouw zover gevorderd dat ook een aanbesteding voor de inrichting ontworpen door Emanuel Marcus Rood en zoon Isaac Emanuel Rood. Op 16 januari 1927 kon Flesseman het nieuwe gebouw openen, het jaar dat de firma zestig jaar bestond.

## Gebouw
Na oplevering constateerde Het Volk dat er een staaltje van “mooie architectuur’’ was gebouwd binnen de wijk. Mede door inbreng van schoonheidscommissies had architect Hendrik Wijdeveld (gevels) en zijn collega Jordanus Roodenburgh (constructie) een gebouw ontworpen dat niet (te veel) vloekte met de omgeving. Flesseman bracht er een magazijn en kantoor onder. Het gebouw, dat circa 30 meter hoog werd, werd uitgevoerd in rode baksteen boven een plint van natuursteen. De bouwstijl is een variant van de Amsterdamse School met torentje, herkenbare raampartijen (zelfs met ramen met een hoek), ronde geveldelen, uitkragende eerste verdieping en een grote klok. Het gebouw werd volgens Het Volk (nog) ontsierd door de aanwezigheid van een politiepost voor de deur in de stijl van Nieuwezijds Voorburgwal 277, dat in 2002 tot een rijksmonument werd benoemd.  
Ook na de oplevering bleef het gebied in de ban van vernieuwing. De politiepost maakte plaats voor PTT-telefooncellen, die op hun beurt plaatsmaakten voor de ingang Nieuwmarkt van Metrostation Nieuwmarkt dat na opening nog twee keer vernieuwd werd. Flesseman vertrok in 1961 en het gebouw werd in gebruik genomen door de Gemeente Amsterdam.

## Metro
Naar aanleiding van de bouw die Metro van Amsterdam bleef er van de bebouwing langs de naast liggende Sint Antoniesbreestraat bijna niets overeind staan, behalve dit blokje en het Pintohuis. Midden jaren tachtig was Flesseman dus al lang vertrokken en trokken kunstenaars in het gebouw en het gebouw verpieterde. Tegelijkertijd had Amsterdam ruimte nodig voor een buurtgebonden verzorgingshuis. Beide zaken werden gecombineerd en vanaf 1986 werd het oorspronkelijke gebouw gerenoveerd en kreeg het vleugels aan diezelfde Sint-Antoniesbreestraat en de Dijkstraat. Omdat het oude gebouw niet intern geïsoleerd kon werden, kreeg het een externe isolatielaag, die echter de karakteristieke Amsterdamse-School gevel grotendeels teniet deed. De Coöperatieve Architecten Vereniging (CAV) van Hans Hagenbeek, Guido van Overbeek en Wim Heuperman, dat hier om de hoek aan de Zandstraat 15 was gevestigd, was verantwoordelijk voor de aanpassingen en nieuwbouw en zou een behoorlijke stempel drukken op de herinrichting van het gebied. De opdracht van 1 april 1985 tot renovatie en nieuwbouw kwam van de "Humanistische Bouwstichting voor Bejaardenhuisvesting". Voorjaar 1988 kon het verzorgingstehuis geopend worden.
Het hoofdgebouw kreeg adres Nieuwmarkt 75-249, de vleugels Sint Antoniesbreestraat 3-15 en Dijkstraat 4-22.

## Twee gevelstenen en plaquette
Boven de ingang van het tehuis werden twee kopieën van gevelstenen uit Nieuwmarkt 19 en 21 (ze zaten in de lijst tussen begane grond en eerste verdieping). Een daarvan beeldt Sint-Andreas uit, bekend van het Wapen van Amsterdam. Het origineel bevindt zich in de Sint-Luciensteeg (gevel Amsterdam Museum. De andere is Sint Jacobus, waarvoor hetzelfde geldt. Beide stenen zouden door Hendrick de Keyser ontworpen/vervaardigd zijn. Tevens is er de plaquette Door zinloos geweld omgekomen.